# شية (سمام)
شیة (بالفارسية: شیه) هي قرية تقع في إيران في غيلان. يقدر عدد سكانها بـ 12 نسمة بحسب إحصاء 2016.